# Klaus Mitffoch
Klaus Mitffoch — польський пост-панк гурт, утворений 1979 року у Вроцлаві Лехом Янеркою. Оригінальним складом гурту було записано лише один альбом, який вважають переломним в історії польської музики, а часто і найкращим альбомом в історії польського року.
Текстам гурту притаманний антикомуністичний зміст. Найбільш відомими творами гурту є пісні Siedzi, Strzeż się tych miejsc, Śmielej та Jezu jak się cieszę.

## Історія
Перший виступ гурту відбувся у Вроцлавському клубі Індекс, куди будь-хто міг зайти, під'єднатися до підсилювачів і зіграти кілька пісень. Публіка клубу надзвичайно добре сприйняла цей імпровізований виступ гурту, в результаті чого музиканти зробили висновок, що те, що вони роблять має якийсь сенс і варто продовжувати. Початково до гурту увійшли: Лех Янерка (вокал, бас-гітара), Кшиштоф Поцєха (гітара), Веслав Мрозік (гітара) і Казімєж Сич (барабани). Згодом місце барабанщика зайняв Марек Пухала. Але, навіть попри успішний виступ в Індексі, група могла і не створитися, оскільки Лех Янерка з дружиною і двома дітьми збирався виїжджати до Сполучених Штатів. Так би й сталося, якби не молодший брат,  який упросив Леха відтермінувати свій виїзд, оскільки він одружувався і хотів, аби брат з родиною були присутніми на його весіллі, яке було призначене на 13 грудня 1981 року. Цього дня в Польщі було введено Воєнний стан і після цього ні про який виїзд до США не могло бути й мови. Це був єдиний випадок, коли введення Воєнного стану посприяло розвитку польської рокмузики.
В червні 1983 року гурт розділив друге місце з гуртом Azyl P у Загальнопольському турнірі молодих талантів (перше місце не було присуджено). Нагородою був запис двох синглів: Ogniowe strzelby / Śmielej і Jezu jak się cieszę / O głowie. 1985 року гурт завдяки співпраці зі студією звукозапису Tonpress видав альбом Klaus Mitffoch, записаний ще у 1984.
Гурт розпався в серпні 1984 року. Лех Янерка розпочав сольну кар'єру, співпрацюючи з колишнім гітаристом гурту Кшиштофом Поцєхою.
1986 року гурт повернувся на сцену зі зміненою назвою Klaus Mit Foch та іншим складом — без Леха Янерки та Кшиштофа Поцєхи. Замість них в гурті з'явилися Збігнев Каптурський (вокал і гітара), Яцек Федоровіч (бас-гітара), Павел Хилінський (вокал). 1988 року гурт записав альбом Mordoplan.
1989 року гурт Klaus Mit Foch розпався.

## Дискографія

### Студійні альбоми
- Klaus Mitffoch (1985)
- Mordoplan (1988) (як Klaus Mit Foch)

### Концертні альбоми
- Live sierpień 1984 (дві касети студії Fala, F 013/014) (1984)[4]

### Сингли
- Ogniowe strzelby / Śmielej (1983)
- Jezu jak się cieszę / O głowie (1983)
- Siedzi / Tutaj wesoło (1984)